# André Cluysenaar

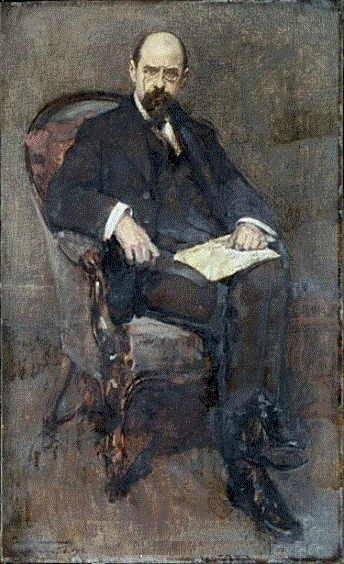
André Cluysenaar

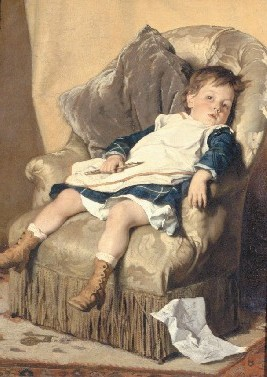
André als sechsjähriger, gemalt von seinem Vater 1878

André Cluysenaar (vollständiger Name: André Edmond Alfred Cluysenaar; * 31. Mai 1872 in Saint-Gilles/Sint-Gillis; † 7. April 1939 in Uccle) war ein belgischer Maler.

## Leben und Wirken
Abstammend aus der niederländisch-belgischen Linie der ursprünglich österreichischen und später in Burtscheid tätigen Architektenfamilie Klausener ist André Cluysenaar der Sohn von Alfred Cluysenaar und Enkel von Jean-Pierre Cluysenaar sowie Vater des Bildhauers John Cluysenaar. 1915 trennte er sich von seiner Frau Alice Gordon, einer schottischen Verwandten von Lord Byron. In den Jahren 1914 bis 1918 lebte er im Londoner Exil.

## Stil
Zunächst dem Stil seines Vaters verhaftet, erfolgte die Ausführung seiner historischen Werke im romantischer Weise. Zeitweise betätigte er sich als Bildhauer, ging aber zur Porträtmalerei über. Die königliche Familie in Belgien und London sowie die jeweilige Oberschicht waren seine Auftraggeber. Weiterhin dienten ihm das Werk des Vaters und dessen Lehrer François Joseph Navez, aber auch Alfred Stevens als Vorbilder. Sein Spätwerk ist geprägt von einer leichteren Darstellungsform. Das Inkarnat dieser Porträtwerke ist ausgezeichnet. Die Darstellungen vermitteln eine lebendige Persönlichkeit vor einem impressionistischen Hintergrund, der bei den folgenden Porträts auch in das Inkarnat übergeht. D. Derrey-Capon bezeichnete seine Porträts als psychologisch einfühlsam. Lebendig skizzenhafte Landschaften, Aktdarstellungen, Stillleben und intime Szenen gehören zu seinen Sujets.

## Werke (Auswahl)

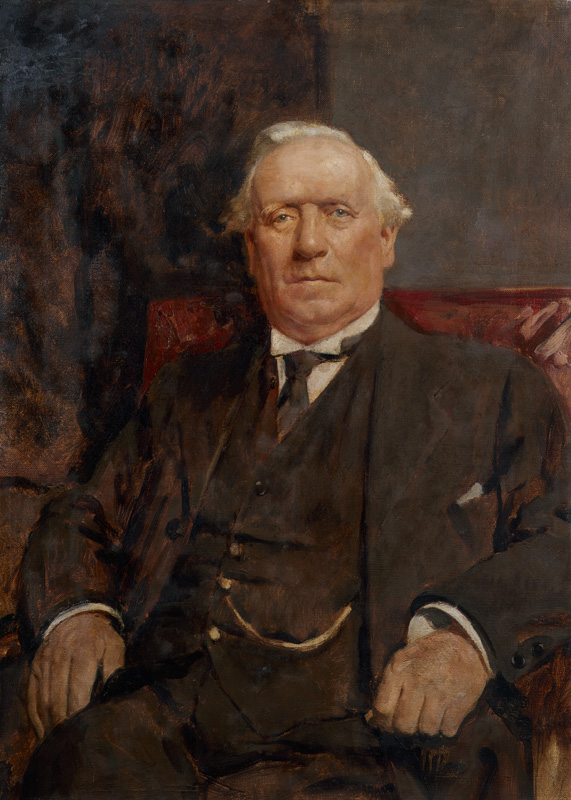
Henry Asquit

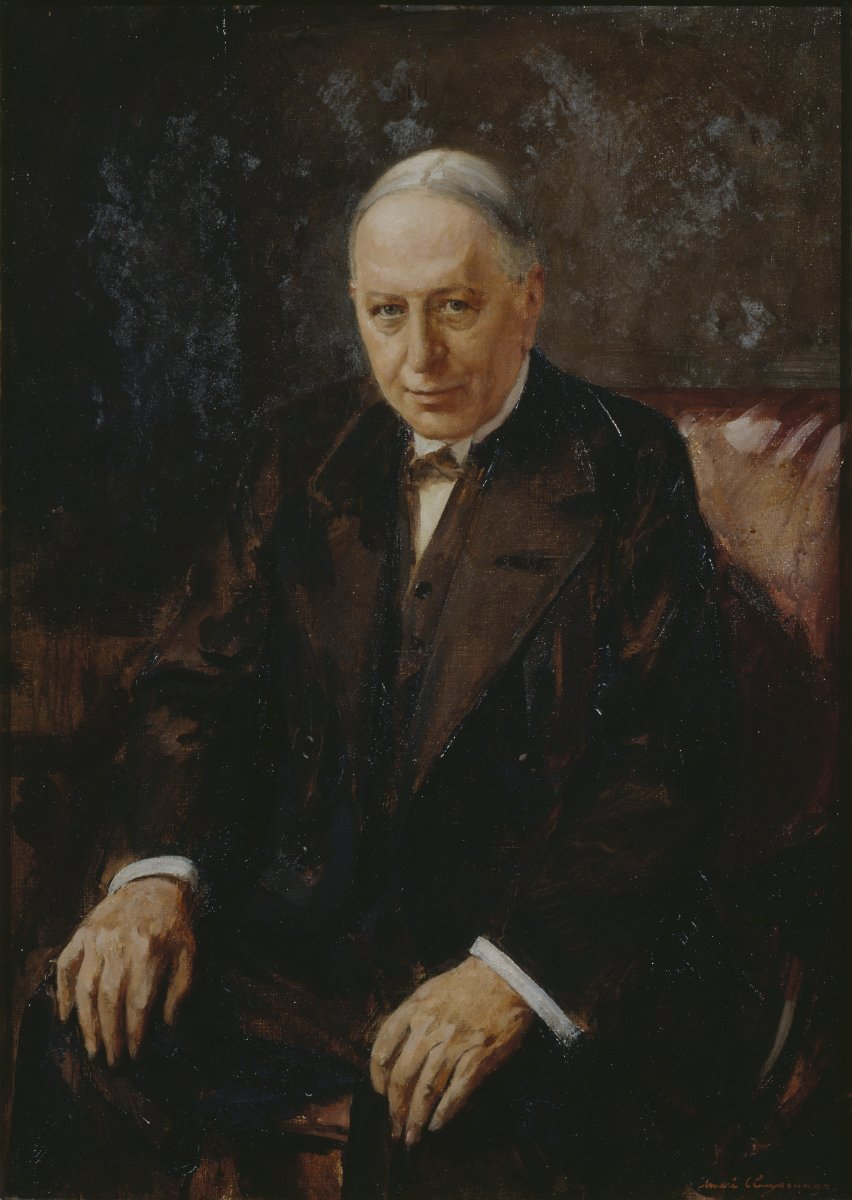
Robert Chalmers

- um 1900 Männerporträt, signiert: André Cluysenaar[1]
- um 1903 Treppenhaus Ausmalung des Rathauses von Saint Gilles nach Entwürfen des Vaters, Alfred Cluysenaar, zusammen mit Jacques de Lalaing.
- 1904 Portrait de jeune fille avec sa mère
- 1919 Henry Asquith, Premierminister
- 1924 Ostende
- 1926 Pensive[2]
- Nus de dos
- Jeune femme nue de dos
- Robert Chalmers (1858–1938), 1st Baron Chalmers
- Arthur Balfour (1848–1930)
- Britannia with Belgian Refuges
- Lady in an Interior[3]
- Femme à sa toilette, 55 × 41 cm, signiert[4]